# Hofanlage Nordermoor 41
Die Hofanlage Nordermoor 41 in Elsfleth-Moorriem, Bauerschaft Nordermoor, stammt vom Ende des 18. und Anfang des 19. Jahrhunderts.

Aktuell (2023) wird sie als Wohnhaus und gewerblich genutzt.
Die Gebäude stehen unter Denkmalschutz (siehe auch Liste der Baudenkmale in Elsfleth).

## Geschichte
Die Hofanlage auf einer Wurt auf einem schmalen, sehr tiefen, baumbestandenen Grundstück besteht aus
- dem eingeschossigen giebelständigen Wohn- und Wirtschaftsgebäude von um 1790 als Zweiständer-Hallenhaus in Fachwerk und Unterrähmgefüge mit Steinausfachungen, mit reetgedecktem, auf profilierten Knaggen vorkragendem Krüppelwalmdach und Niedersachsengiebel sowie der Grooten Door; die Traufwände wurden überwiegend in Backstein ersetzt,[2]
- der eingeschossigen giebelständigen Scheune von um 1800 in verbohltem Fachwerk und Ankerbalkenkonstruktion, mit Walmdach, Niedersachsengiebeln und Querdurchfahrt sowie zwei Kübbungen an den Schmalseiten[3]
- sowie weiteren nicht denkmalgeschützten Nebenanlagen.

Das Landesdenkmalamt befand: „… geschichtliche Bedeutung … als beispielhafte Hofanlage der Zeit um 1800 … .“